# 只有神知道的世界角色列表
本列表是《只有神知道的世界》内的登场人物的介绍。其登場人物姓名，多數源自近畿日本鐵道（近鐵）站點；2014年和近鐵共同實施商業搭配企劃。。

## 主要角色
桂木桂馬
聲：下野紘、小林沙苗（幼年）；台灣：鈕凱暘
【身高：174cm、體重：53kg、生日：6月6日（11時29分35秒）年龄：17岁】
本作男主角，非常熱愛Galgame的高中生，就讀於舞島學園高中2年B組，外貌斯文且充滿氣質，是課業成績優異且自尊心很高的人，但對現實世界不屑一顧。現實的問題對他來說是阻礙電玩的時間。認為現實的女性「低次元」、「毫不講理」、「來往只是浪費時間」，因此只喜歡二次元的女性。
不論任何時候都在玩Galgame，許多同學看不起他而叫他。但因他同時也能完美地完成回家作業，甚至幾乎每次考試都能拿到滿分，令許多老師對上課期間一直打PFP的他舉手投降。另外因在遊戲需面對不同的情況及小遊戲，這使桂馬面對現實也能使出專業的技術（如擦地板）。
常購買大量的遊戲，但是資金來源不明，對於遊戲的發售日延期和因體育賽事的延遲播映極度地無法接受。桂馬以其對Galgame非常獨到的見解和神速的攻略速度、以及其對於遊戲女主角的強烈的愛，在網路上被玩家當成神一般崇拜而有「攻陷之神」的稱號。架設有和自己稱號同名的網站，詳盡羅列他所有玩過的遊戲（包括同一部遊戲的不同銷售版本）的資料、攻略法及講評，亦接收訪客郵件解決他們攻略的疑難。到目前為止已攻陷超過10000名女性角色，攻略的遊戲接近5000部。他的網站連國內各大遊戲公司都爭相訪閱並以它為最高參考，甚至被稱為可以推動美少女遊戲業界復活以至走向世界的根源動力，然而對於此事，桂馬本人卻只說「一個網站怎麼可能改變世界？」而置之不理。
基於龐大得驚人的遊戲資料記憶，以及超乎常人的邏輯分析力，桂馬能只循少量微細的跡象，便可看透攻略發展的路向，和攻略對象的心結所在。攻略女性角色到最終階段時會說出專用名台詞：「我已經看到結局了」。
身懷自稱「攻陷之神模式」的技能，能將體力、智力提升到極限。在「攻陷之神模式」中，他能一次同時攻略6個galgame，若全是AVG（Adventure game）則能一次攻略12個，但代價是縮短三年壽命般的疲勞。曾说过“游戏每天要玩100小时”，因其能够同时攻略6部游戏，所以此说法并不是没有可能。
在結篇中因身體互換的影響而一度鍾情女性向遊戲。除了Galgame外，對其它遊戲亦相當擅長。愛用的攜帶遊戲機是PFP，總是隨身攜帶。但他基本上也不看漫畫、動畫、電視，也忽略來自電視台節目的採訪聯絡，一心一意地攻略遊戲。
常常把自己放在Galgame的世界中，對現實事物總以旁觀者的角度看待，只要事情和Galgame無關，桂馬在任何情況下都能夠保持絕對的理性和冷靜。演技甚佳，基本上可配合攻略對象把任何性格都飾演得維妙維肖，不過不擅長唱歌和畫畫因此曾被艾魯西嘲笑。
對現實與遊戲的定界非常清晰明確，認為把現實跟遊戲裡的女性相比、隨意把現實和遊戲扯上關係等事，是非常不恰當的事情，對女性的標準也非常執著。比如田徑社的女孩就應該要把頭髮給綁起來並穿運動短褲、妹妹的基本關係設定是B.M.W.、青梅竹马基本设定为TOYOTA……等。
某日回覆了一封帶有挑釁的電子郵件而與惡魔定下契約，成為幫助捕獲「驅魂」的「協力者」。在違反契約自己和艾魯西就會人頭落地的威脅下，桂馬不情願地開始活用Galgame的知識攻略現實女性。
開始攻略後，儘管表面上仍是毫不關心現實的事情，但其實很關心家人和前攻略對象（幫助千尋的輕音樂社成立，而教導她們在英文考試中取得100分，為此還拿了唯一一次的英文測驗99分；在調查女神宿主範圍時也有對生駒南表現過一絲關心）。不注重自己在世俗的評價（儘管在攻略千尋前，因她的毒舌而有若干的動搖），為了脫出困境能用上「摸女性胸部」的手段，甚至為了抗衡結的逆攻略而穿上女裝。
故事中透過捕獲驅魂與現實的各種女性相處，而漸漸對現實世界改觀。另外在攻略期間亦展現出其學習能力，如攻略月夜時泡紅茶，練成技巧甚至不輸專業水準，又經楠、檜兩姊妹的先後鍛煉而得到了不差的體力。
在加儂遇刺昏迷後一改總是拿著PFP邊走邊玩、對搜索女神一事舉棋不定的態度，下定決心化身為「惡鬼」（自稱），同時「再攻略」五名可能被女神附身的前攻略對象。再攻略的過程中有了「自己會被選作協力者，是某人為了讓女神恢復力量」的假設，並認為「女神們從一開始就被安排在他身邊」（只是既沒有證據卻也沒有反證）。桂馬判斷女神附體的可能人物，是以這個理論為基礎的。
拒絕千尋的方式（166話到167話）引起了讀者不小的爭議。在女神篇的落幕，曾對此事的悔疚而落淚（189話）。
在女神事件完結後，莫名其妙地被所有女神合力送回10年前驅魂封印解除前數天的過去，在幫助該時間的多克洛（室長分身）完全恢復力量後，得知回到過去的目的，是為了10年後，針對包括女神在內的一眾女角的攻略作前期工作，女神和驅魂的附體人選可能就是桂木本人選擇的。
似乎還存有在女神篇傷害千尋時留有的罪疚感，在回到十年前攻略天理時候一度苦悶地說出：「全部都是攻略啊」（239話）。
名字原音近似「GAMER」，在漫畫中被其他角色提起時亦作出「要是是Gamer就好了」的發言。原作者云：「是個將自己的思考強壓於人，逼使人覺得他說的話是對的狂人」。
艾魯西
聲：伊藤加奈惠；台灣：林筱玲
【身高：159cm（包含馬尾）、體重：44kg、三圍：B83/W58/H84、生日：3月14日、血型：O型（實際是不明。只是徹底的O型性格）、職業：家事專用惡魔】
本名是「艾利由希亞·D·露德·伊瑪」。新惡魔，隸屬於地獄的冥界法治省極東支局的「驅魂隊」，階級為三等公務魔，在進入驅魂隊之前，當了300年的地獄掃除人員，目前是驅魂隊的新人。
頭上戴有骷髏髮飾外觀的驅魂探測器，身上纏著的羽衣可以變化成各種東西，也能覆蓋自己隱藏氣息不讓他人查覺。總是隨身帶著一把掃把，一旦離開身邊便會感到不自在。300年的掃除經驗，讓艾魯西會習慣性的打掃，且技術非常完美。有著傻呼呼的天然呆性格，既冒失有時候還是個愛哭鬼，令桂馬曾對惡魔有很強烈的誤解，桂馬將她稱為「BUG惡魔」。
為了方便和桂馬一起行動，假裝成桂馬父親的私生女，和桂馬同住在一個屋簷下。並以桂馬妹妹的身分轉入桂馬班上，目前已經相當習慣人間的生活。
非常地敬重桂馬，聽到別人對桂馬的歧視會感到不高興。起初假扮成桂馬的異母妹妹時，被桂馬的B.M.W.定義給反對。儘管如此，最後在艾露希的各種努力下，還是讓桂馬認同艾露希能夠成為他的妹妹。會有著上課時傳字條給桂馬的可愛舉動，也可以從字條的內容看出，艾露希對桂馬的感情非常微妙。對於桂馬拿自己當練習告白的對象，會非常的害羞且不知所措。稱呼桂馬為「神大人」或「神大人哥哥」。
在栞篇時看到消防車的介紹之後。不知為何對其著迷。之後一看到消防車就會陷入狂熱狀態（做夢時，會夢到能吃下一整盤的消防車之類的）。千尋篇結束後加入千尋組的樂團，擔任貝斯手。拿的是右撇子用的樂器，卻一直用慣用的左手去彈。在加儂遇襲後，為了不讓加儂的消失引起社會恐慌，擔任加儂的替身。FLAG188則被二階堂叫回去準備樂隊演出，不明白二階堂為何會看穿自己的真身。
基於不明原因，可能是受上級影響，一開始就直接讓桂馬使用「戀愛」的手段（本人認為這是唯一手段）。
在桂木回到過去時，作為協力者被一起送了回去，但桂木幾乎只指派她去用羽衣做自己的替身。在十年前的室長得知，桂木的協力者為艾魯西時，曾一度表示驚訝，表示「想不到艾露希會去地面世界」。其真實身分為薩堤爾所召喚出來的毀滅兵器。但被室長親手轉生，後來真的成為桂木有血緣關係的妹妹。
日文據其名字發音取了簡名「LC」，據原作者表示這簡稱是較正式名字更先想到，原本代表「Liquid Crystal（液晶）」。
哈克雅·德·羅特·海爾密紐姆
聲：早見沙織；台灣：穆宣名
【身高：162cm、體重：46kg、三圍：B80/W56/H83、生日：4月24日、血型：A型（實際不明。只是有類似A型的性格）、職業：居家型天才】
凡事都自己努力，和不輕言放棄的精神，向第一名邁進的新惡魔。地獄的冥界法治省，極東支局驅魂隊討伐隊，極東支部第32地區長，階級為一等公務魔，和艾露希是學生時代的同學兼密友。
全學年第一名的天才，手上拿的大鐮刀，是學年第一名畢業的象徵「證明之鐮」。能使用窺視過去，或同時壓制複數對象等，艾魯西做不到的羽衣使用法，在學生時代經常幫艾魯西，而艾魯西也相當尊敬她。但卻是個方向白痴。
外人雖說哈克雅是天才，但那是本人努力下的成果。成為驅魂隊一員後，對學校所學和現實的差異感到困擾，連唯一一隻有機會捕捉的驅魂也失手沒抓到。因為對自己要求太嚴苛（像是擬定計劃讓自己保持在第一名的寶座），加上自己與艾魯希成績和實績的反差，使自己更為沮喪。因而讓逃走的驅魂有機可乘被其操控，後來因艾露希的告白才趕出驅魂。事件過後也常常會來葛蘭巴咖啡廳找艾魯希和桂馬玩。當然桂馬亦早已看穿她死唸書不會靈活應對的缺點。
明顯對桂馬有好感，洗澡時兩次被桂馬看過裸體（一次在丸井雪枝家中的浴室，一次在桂馬家中的浴室），雖然被看到了裸體，但桂馬卻完全沒把哈克雅的裸體放在眼裡。对自己的胸部十分的介意，所以曾經一度以為多喝「咕樂多」可以讓胸部變大，因此喝了一段時間，但是胸部沒有因此變大。
協力者是以推銷「咕樂多」的方式攻略驅魂的丸井雪枝。以哈克雅的角度來看，雪枝除了每天配送咕樂多外什麼事都沒做。對交不出好成績感到非常煩躁與不滿，在雪枝曝光前，向桂馬強烈主張「我才沒有協力者！」。在桂馬的講解和雪枝交出一週內一次趕出四個驅魂的成績後，（本人也是感到半信半疑）才開始改變態度，二人關係趨近和好密切。
在加儂遇襲後，代替艾魯希跟桂馬組成臨時協力關係，並住在桂馬家。在學校則成為艾露希的替身。回地獄做定期報告時，秘密對室長敘述有正統惡魔社，之後被保安部以收到有違紀行為的舉報為由被囚禁起來。
後來被室長所救，並通過舊地獄地表的密道送回人界。以自稱為“新惡魔榮耀的守護者”拯救了被正統惡魔社攻擊的桂馬、步美和千尋（第176話）。
鮎川天理
聲：名塚佳織；台灣：劉凱寧
【身高：157cm、體重：47kg、三圍：B84/W57/H84、生日：1月3日、血型：A型、職業：一方通行青梅竹馬、最近的烦恼：因为蒂雅娜行動力強，所以容易肚子饿】
小學時和桂馬同班，桂馬的青梅竹馬（但不符合桂馬的TOYOTA標準而不被桂馬承認）。個性十分害羞和內向，十年前的地震發生時，唯一和桂馬一同在船上的人。在當時被桂馬的冷靜和堅強所吸引，而對桂馬有好感。實際上是在更早前，與回到十年前的桂馬一同行動而產生好感。
地震事件後兩家各自搬走，直至諾拉事件（動畫版標題為天理篇）後，兩家重新作鄰居（因此正式成為鄰居，恰恰符合桂馬的TOYOTA的標準）。
身體寄居著名為蒂雅娜，性質與驅魂完全相反的「神」，在十年前的事件中，為了從被驅魂們圍攻的手中，保護被石頭砸暈的桂馬，而讓蒂雅娜寄居在自己身上。
由於身體不時會被蒂雅娜奪去控制權，本人對此有些不滿，並曾向蒂雅娜抱怨。另外因互搶身體控制權，以及蒂雅娜有較高的行動力的關係，現在容易肚子餓。
長大後與桂馬再會時，頭髮瀏海較長，諾拉的事件結束後修整了瀏海。
本人相當溫柔貼心，由於性格較内向和害羞的緣故，雖然對桂馬有好感，卻比較不主動去交談。戀愛之路很少有進展，所以蒂雅娜也常常對唸她。
喜歡按氣泡膠與變魔術。煩惱是，常被蒂雅娜說跟桂馬結婚的事。但在桂馬因拒絕千尋的作法，而自我嫌惡陷入低潮時，她也是唯一看得透他的情感，並予以開解支持的一人。
在FLAG242向意志消沉的桂馬伸出援手，FLAG243獲得桂馬完全的信任。

## 攻略對象
為了捕捉驅魂而被桂馬以攻略Galgame角色的方式追求過的女性，為故事中該章節的女主角。
高原步美
聲：竹達彩奈；台灣：陳貞伃
【身高：158cm、體重：50kg、三圍：B84/W60/H85、生日：5月2日、血型：O型、職業：田徑女生（部落格）／田徑社（單行本）】
（喜歡的東西：跑步，搞笑節目，吃東西。　　討厭的东西：热身運動，拉筋，辣的食物。　　最近的煩惱：跑步时不需要用到的胸部，漸漸地越長越大）
是桂馬在現實世界的第一個攻略對象。
舞島學園高中2年B組的女生，桂馬的同班同學，與千尋是好友。
個性活潑的田徑社社員，參賽項目是跨欄，認真跑步時會把頭髮綁起來。因為被選為正式選手卻跑不出獲選時的好成績而煩惱，因而被驅魂附身。在大賽前一天假裝扭傷以圖保住當她後輩的前輩的面子，桂馬攻略過後在大賽以優異的成績奪冠。
被作者形容是「舞高的非誘導陸上飛彈。這一型的兵器不需要剎車，直捣目標，但也有火藥無法點燃的時候……因為畢竟還是女孩子」的子彈女孩。在教室走廊也是全速衝刺，常常煞不住車而撞上人或牆壁。
在被攻略期間的記憶被消除後依然對桂馬有好感（本人對此感到疑惑），例如之後稱呼桂馬時由叫蔑稱改叫姓氏（被刻意提到時還是不小心把最後一字脫口說成姓氏的「木」字），又在桂馬被千尋罵倒後閉關絕食倒地時出手相助、製造和解機會等，在結篇前後的反應很劇烈，體育祭時也莫名的友善。
千尋篇結束後加入千尋組的樂團，擔任吉他手。
在加儂遇襲後因反應極明顯（無故狠踢），被桂馬列入「女神候補」進行再攻略。
153話接聽手機以為是艾魯西接聽後發現是桂馬而受驚，得知桂馬生病不輕因而去探望他。看護中被桂馬藏在被窩裡不讓千尋發現（途中在被窩裡熱昏），千尋離開後對千尋在門後的告白若有所思。因此打手機向千尋說『這次感情是真的，我會為你加油的。』，離開前還向桂馬說要跟千尋搞好關係。
及後舞校祭前夜時只能強顏歡笑接下加深千尋和桂馬關係的諾言。當晚（165話）經由千尋的陌生反應，桂馬方能確定是最後一位女神茉丘莉的宿主。雖由於目擊桂馬拒絕的場面而動手踢了他、關係一度跌入冰點，幾經波折（獲得知曉實情的千尋輔助下）才終於在茜丸甲板上自承自願喜歡上桂馬，迎吻後茉丘莉始恢復冒出雙翼的力量現身（187話）。
在丘比特之心篇中，得知和桂馬及天理同千尋是同一間小學。
在漫畫第252話找到桂馬的同時，與栞和月夜相識，第一次進入圖書館。
青山美生
聲：悠木碧；台灣：薛晴
【身高：149cm、體重：38kg、三圍：B74/W54/H77、生日：1月2日、血型：A型、職業：不有錢人…嗎？（部落格）／前富家女（單行本）】
（喜歡的東西：騎馬（曾經）、下午茶的司康餅（曾經），歐姆炒麵麵包（現今）　　討厭的東西：身體檢查，唸書　　最近的煩惱：當自己綁頭髮的時候，總是沒辦法綁到左右對稱...）
桂馬在現實世界的第二個攻略對象。
舞島學園高中2年A組的女生。在學校以「青山中央產業」社長的女兒出名。將桂馬和其他同學稱作「庶民」，對零錢一竅不通。
雖然裝成社長千金的樣子，但其實1年前父親死後，公司落入別人的手中，現在過著貧窮的生活。假裝成有錢人是因為無法接受父親的死，認為只要一直遵守父親的教誨：「不要忘記作為社長女兒的驕傲」，父親就還活在自己的心中。對父親的執著從而成為其心靈空隙。
被桂馬形容是：「有著像貓的眼睛、光澤鮮亮的雙馬尾、露出額頭、身材嬌小的典型的傲嬌角色。」
被攻略過後改變了想法，為了幫助現時窮困的母親，開始在麵包店打工，並矢言將來要奪回父親建立的公司。
在女神篇桂馬利用結的身份確認其沒有女神寄宿（動畫版中桂馬以本人身份確認）。
在丘比特之心篇中，得知和結及麗是小時候就認識的朋友。
中川加儂
聲：東山奈央；台灣：陳貞伃
【身高：161cm、體重：45kg、三圍：B86/W58/H85、生日：3月3日、血型：AB型、職業：躁鬱偶像（部落格）＞超級巨星級偶像(ROLLER COASTER IDOL)（單行本）】
（喜歡的東西：歌、詩、上課　　討厭的東西：記者會、派對　　最近的煩惱：真想好好從學校畢業…）
桂馬在現實世界的第三個攻略對象。
舞島學園高中2年B組的女生，16歲的現役新人偶像。因為偶像的工作忙碌而很少去學校，但一去上學時就會有很多學生準備相機接待，相當有人氣。儘管平時不常見，但其實是有戴眼鏡的。有在飼養一隻名叫木太郎的烏龜，而木太郎最喜歡的食物是香芹。
其實以前因為個性和外表樸素，所以不引人注目甚至被級任老師忽略過，其經歷成為永久心靈創傷。即使成名後也一直受其影響，無法從自己的事業成功上對自己產生自信，會為一個不注意她的人而忘記其他為她歡呼的觀眾，亦因此她在交友相處上擁有病態的積極性和主動性，連展開攻略的契機也是由她主動觸發——在桂馬不經意無視了她的時候便以電擊槍直接攻擊桂馬從而被艾魯西探測到為驅魂宿主，連載時被冠以病偶（ヤンドル，病んでるアイドル的簡稱）的稱號。
受到驅魂的影響，在感覺到存在感薄弱而低沈時身體會變透明。攻略之後曾有一段時間會對歌詞裡出現的接吻（KISS）字眼等產生反應而跌倒，另外亦已成功在巨蛋公演。
被攻略時第一次主動認識桂馬，記憶被消除後對於自己對桂馬有印象感到疑惑，記憶被消除後依然對桂馬有一定程度的好感。
有女神附身（第114話），並早在FLAG55中的補習事件時就有甦醒的跡象。附身的女神名是阿波羅，是蒂雅娜的姊姊，女神阿波羅是醫學上的專家。而且事件後還記得曾經與桂馬接吻。
在與桂馬告白後被菲奥莉襲擊並詛咒。其後因為阿波羅正在淨化散佈在舞島市的「噩運」及與她進行祈禱而一同保持著水化術的狀態。被來援的茉丘莉及三姊妹喚醒（第188話）。
在阿波羅用於淨化的舞島市與桂馬相遇後，經由加儂對桂馬的信任話語而恢復了翅膀（第159話）。在第211與212話裡按照女神抽籤決定加儂為第一順序照顧失憶的桂馬3小時。
汐宮栞
聲：花澤香菜；台灣：穆宣名
【身高：157cm、體重：41kg、三圍：B78/W54/H80、生日：12月26日、血型：B型、職業：獨白圖書委員（部落格）＞雄辯圖書委員（單行本）】
（喜歡的東西：書（特別是捕物帖）、日本茶、書籤（日文與栞同音）　　討厭的東西：巨大的聲音、巨大的人　　最近的煩惱：寫作時間和閱讀時間平衡得很辛苦……）
桂馬在現實世界的第四個攻略對象。
舞島學園高中2年C組的圖書委員。非常喜歡圖書館，看過圖書館的每一本書（尤愛看古裝偵緝類，但漫畫不太會看）。無口，不擅長與人交談，會一直在腦中思考各種事情，但卻無法好好地表達。思想屬於傳統的保守派，偶爾還會因沉迷書海而直接影響到說話內容。
受到驅魂影響，因為不希望部分書籍被處理掉、反對視聽教室的設立（寧靜會被破壞）的想法沒被發現，因而最終鑽牛角尖佔領了整間圖書館。
攻略後已經有辦法正常和人溝通，但還是非常不習慣斷句；雖被「傳教」去視聽室，但也追不上音樂的速度而改為只看歌詞卡（KTV更是死不肯去）。現在嘗試寫小說，不過遇上了瓶頸寫不下去。
在加儂遇襲後被桂馬列入「女神候補」進行再攻略。
稍微想起一些被攻略時的記憶（第145話），同時看到疑似女神的小女孩，本來想叫住她但那小女孩突然消失。之後在桂馬的督促下，於圖書館內熬夜成功完成自己的小說，累倒昏睡時被女神交換過來（算是覺醒了），醒來後被桂馬發現稿紙內容寫了像告白一般的話而害羞。
附身的女神是四女彌涅兒娃，性格和舉措和宿主一模一樣。第232話與月夜一起在結的家門前等桂馬出來，並與月夜交上朋友關係。
春日楠
聲：小清水亚美；台灣：陳貞伃
【身高：175cm、體重：55kg、三圍：B89/W60/H90、生日：4月10日、血型：A型、職業：幻想拳法家】
（喜歡的東西：強悍的東西，硬式烤仙貝，可……可愛的東西　　討厭的東西：軟弱的東西，軟式烤仙貝　　最近的煩惱：想給小貓取名卻一直想不出可愛的名字！）
桂馬在現實世界的第五個攻略對象。
舞島學園高中3年A組，古式武術春日流羅新活殺術的傳承者。
女子空手道部社長。楠成為部長後，全部的社員都退社了。嘴裡說著「討厭軟弱的人」，但那只是作為春日流的頭領抑制自己的感情。
受到驅魂的影響，會在遇上「軟弱」（其實全是些可愛或讓人害羞的事）的物件或事情的時候，會出現另一個有著十分喜愛「軟弱」的分身。
在攻略檜篇中確認其沒有女神寄宿。
小阪千尋
聲：阿澄佳奈；台灣：陳貞伃
【身高：158cm、體重：50kg、三圍：B82/W61/H85、生日：12月3日、血型：O型、職業：普通人】
（喜歡的東西：會讓人心跳的東西　　討厭的東西：過於沉重的煩惱　　最近的煩惱：樂團成員怎麼都比我更加亮眼！我可是團長啊！）
桂馬在現實世界的第六個攻略對象。
舞島學園高中2年B組女生。步美的好朋友。桂馬曰「現實女中的現實女」，被評為「只會出現在女主角旁邊、只負責輔助故事進行的角色」。
非常普通的女孩，沒什麼特別的專長，對於人生也沒什麼目標。喜歡帥哥，卻是見一個愛一個。在告白被甩後，很快就會忘掉，接著馬上再尋找下一個目標。但這全是因她對自己沒有自信、渴望發光發熱卻沒有力爭上游的動力而養成的隨波逐流生活方式，這一點也成為她的心靈空隙而被驅魂附身。是在攻略期間因桂馬的真貌而非攻略時的手段喜歡上桂馬。
被攻略過後和艾魯西、步美、京組成輕音社團，是主唱兼吉他手，為了秋天的舞高祭演出努力練習。在被攻略期間的記憶被消除後依然對桂馬有好感（本人對此感到疑惑）。
在加儂告白、遇襲後，因對桂馬發怒被桂馬列入「女神候補」，進行再攻略。154話中雖然被桂馬說不用來，放學後自行去桂馬家後門，在淺間無意的接引下來觀看病情。渾然不知步美在桂馬家裡躲著，在桂馬面前演奏新曲後離開。
離去前在門後對桂馬告白（桂馬為保住步美的進度假裝沒聽到），回家途中接到步美的行動電話，被步美鼓勵說『這次感情是真的，我會為你加油的。』，因此讓千尋懷疑步美在桂馬家。桂馬在舞校祭前夜祭終能確認其沒有女神寄宿。表面似為陷入桂馬的攻略，但據本人所述是在春天（學年初）時就對他有好感。
在告白後遭到桂馬無情言語的拒絕（166話至167話），事後因正統惡魔社的襲擊而被捲入事件內幕，從而得悉桂馬拒絕自己的真正緣由，進而輔助桂馬讓步美身上的茉丘莉復活。
在丘比特之心篇中，得知和桂馬及天理和步美是同一間小學。
在漫畫全篇結局（267話至268最終話），被從十年前歸來的桂馬告白，但因突然被告白無心理準備而拒絕。桂馬自稱告白理由是"為了將故事結束后，仍對其有好感的女主角們解放出來，而與其中一人正式交往"，而後被二階堂指出，其實是因為千尋的做法，從來都與桂馬的想法不符，而使桂馬“在現實中真心喜歡一個人（即千尋）”。268話末，千尋邀請桂馬一起去喝杯茶，暗示答應了桂馬的告白。
長瀨純
聲：丰崎爱生；台灣：劉凱寧
【身高：162cm、體重：49kg、三圍：B88/W59/H85、生日：7月18日、血型：O型、職業：超積極教育實習生（部落格）＞王道摔角教育實習生（單行本）】
（喜歡的東西：摔角，籃球等以及其他運動都喜歡！　討厭的東西：格鬥技…　最近的煩惱：下定決心明年就要奮發向上，但轉眼間過了3年都尚未實行...）
桂馬在現實世界的第七個攻略對象。
是唯一一名在登場後才被驅魂附身的對象。運動全能，非常喜愛職業摔角（相對地不喜歡格鬥技）——其狂熱程度甚至連同窗也退避三舍，並崇拜已故摔角手巨漢鶴馬，因此說話時「お」會不經意的拖長音，認為「格鬥技追求現實的強大，摔角則追求理想的強大」並以此成功打開了和桂馬的話匣子。
鳴澤教育大學四年級，被派到母校舞島學園高中部實習兩星期的教育實習生。主動性和行動力相當強，為了理想而非常熱血，但不太被學生接受。
桂馬的導師二階堂是她的學姊。二人曾同為舞島學園高中部女子籃球社的前後輩並在學籃界稱霸一時，二階堂畢業後接任過主將兼隊長。其後因自己對理想的強烈追求，安排了過強的特訓使隊員無法承受而陸續退隊，女子籃球隊也因此在她手上沒落並進入永久休社狀態。因追求理想的強烈熱忱反導致身邊的人無法追隨並逐漸離她而去，進而成為其心靈空隙。
實習時因親眼目睹桂馬的奇行，主觀地認定桂馬因厭倦現實才逃入遊戲世界，展開了「把他拉回現實世界」的行動。這使桂馬一度處於被動狀態甚至因被誤會打遊戲的動機而發怒，卻由於此事及後來她與學生的不和產生了攻略的契機，桂馬才成功取得了攻略的主動權。
連載時所寫的攻略落幕最後對白在單行本化時被更改。（連載：我會讓你放棄玩遊戲，要有心理準備喲！；單行本：能看到我不是老師這一面的，這是最後一次）。
在加儂遇襲後桂馬利用摔角比賽的話題確認其沒有女神寄宿。
九條月夜
聲：井口裕香；台灣：薛晴
【身高：142cm、體重：35kg、三圍：B69/W51/H70、生日：7月22日、血型：A型、職業：美學意識過剩的天文社員】
（喜歡的東西：左右對稱的東西，紅茶，美術　　討厭的東西：隨機的事物，咖啡，體育　　最近的煩惱：瞭解到直接坐在長椅上會很冷，正在物色可愛的坐墊）
桂馬在現實世界的第八個攻略對象。
舞島學園高中2年A班的女生。天文社社長兼唯一社員。喜歡在天台和人偶露娜一起看月亮。美學意識極強，討厭所有她認為醜陋的東西。
是名設計師九条陽子的女兒，受父母薰陶下對美學有極嚴謹的堅持，一度嘲笑桂馬認定為最佳女主角的杉本四葉。因後來父母不睦進而婚變，每天爭吵的醜態使她對人類本身喪失所有信任，進而成為其心靈空隙。因此在觀測月亮時總在所坐的長椅上鋪了大大的紅地毯代表與世隔絕，除了所愛的人偶露娜之外不接受任何人的干擾。人偶露娜則是年幼時父母送給她的東西，是她唯一的朋友。
受到驅魂的影響使身體被縮小。也是驅魂造成的現象正好和宿主本身願望符合而使攻略產生難局的一位女主角。對美學理想的強烈主張和對完美理想的追求等地方也被艾魯西認為與桂馬很相似。
攻略過後，在觀測月亮時不再鋪上紅地毯而是直接坐在長椅上，表示有逐漸接納現實的跡象。在被攻略期間的記憶被消除後依然對桂馬有好感，會用天文望遠鏡偷偷注視他。另外在攻略期間曾教授桂馬沖泡紅茶的技巧。
在加儂遇襲後被桂馬列入「女神候補」， 進行再攻略。因恢復使用紅地毯與世隔離使桂馬確定她是女神宿主候補。
女神的宿主之一（見第133話），附身的女神名是伏爾坎絲，是為六姊妹中的長女。本人五感不良，但可以向無生命的物體注入靈魂，並操控物體成为她的眼睛和手腳。因為桂馬懇切的請罪和信任承諾而予以接納，後來吻向半昏迷的桂馬，因而使身上的伏爾坎絲長出一雙羽翼（女神力量復活）。
第232話與栞一起在結的家門前等桂馬出來，並與栞交上朋友關係。
生駒南
聲：樱井浩美
【身高：151cm、體重：41kg、三圍：B78/W56/H80、生日：2月20日、血型：B型、職業：損髮游泳社員（部落格）／反角質層的游泳社員（單行本）】
（喜歡的東西：游泳！納豆！家人！朋友！　討厭的東西：髮質！青椒！弟弟！）
桂馬在現實世界的第九個攻略對象。
舞島學園初中部3年C組。舞島學園國中部的女學生，游泳社。有個弟弟，因為頭髮相當亂，因此被她弟稱為「（因為頭髮雜亂的樣子看起來很像鳥巢）」。
由於在游泳大賽的出場選手名單中落選，在害怕結束的失落心情下被驅魂附身，最後桂馬以「夏日的青春回憶」的方式讓她釋懷。
在加儂遇襲後桂馬利用裝熟確認其沒有女神寄宿。
連載時舊姓為同音的「井駒」，單行本時修正。
日永梨枝子
【身高：???cm、體重：??kg、三圍：B??/W??/H??、生日：6月21日、血型：?型、職業：祖母】
（喜歡的東西：孫女，橘子，早上的廣播　　討厭的東西：來家中看病的醫生髮型，晚上的廣播　　最近的煩惱：孫女的生日快到了，該買甚麼當禮物好…）
桂馬在現實世界的第十個攻略對象。
在桂馬的鄉下遇見，有一對很大的眼睛。受到驅魂的微小影響，變成靈魂可以在晚間熟睡的時候脫離身體而在外遊晃，外型是小時候的孩子面貌，和孫女日永愛梨非常相似。在桂馬面前曾變成學生時代的少女模樣，年輕時是個落落出眾的大美人。
因年老後許多親朋好友都先一步去世的緣故，顯得相當寂寞，桂馬曾言這份遺憾是「填不滿的內心空隙」，但靈魂與桂馬相談一番後釋懷，而另一邊艾魯西以勸導的對話將驅魂勸離出來。
因居住處偏僻，關係性之疏讓桂馬認爲沒有女神寄宿。
上本堇
【身高：157cm、體重：49kg、三圍：B87/W58/H87、生日：5月19日、血型：O型、職業：鬥將!!拉麵少女】
（喜歡的東西：好吃的拉麵，甜食，家人　　討厭的東西：不好吃的拉麵，店裡的裝潢品味　　最近的煩惱：甚麼？想說我的臉變圓潤了嗎？！）
桂馬在現實世界的第十一個攻略對象。
在父親開的拉麵店「上本屋」工作，由於父親的自我風格使得自家拉麵店生意清淡，為了讓生意興隆常常在外面光顧非常多的拉麵店從中學習，並開發了許多種的拉麵。但大部份以甜味拉麵居多，讓桂馬飽受味覺之苦。
一心想要幫父親的忙，但父親也因為希望女兒不要走上和自己相同的人生而不願讓她插手拉麵店事務，雙方常常吵架；後來桂馬點破了雙方本為對方好的想法，且父親發現自己的拉麵絕活早已被女兒學會後，將拉麵店放心委託給女兒，從旁協助，而生意也因此好轉，甜味拉麵成為鎮店名物。
本非舞島居民，關係性之疏讓桂馬判斷沒有女神寄宿。後來在舞校祭重遇桂馬，與父親一同參加經營外來檔攤。
榛原七香
【身高：153cm、體重：40kg、三圍：B77/W58/H79、生日：2月6日、血型：B型、職業：想贏過朋友（部落格）／永不服輸的纖瘦女孩（單行本）】
（喜歡的東西：勝利、勝利、還有勝利　　討厭的東西：落敗、落敗還有落敗　　最近的煩惱：想跟鮎川玩，卻不懂她為何總會逃開）
桂馬在現實世界的第十二個攻略對象。
鮎川天理的同班同學，很喜歡下將棋，輕鬆擊敗舞高將棋社的主將。原本因為鮎川天理看起來太懦弱，所以嘲笑她。而蒂雅娜也因此看不下去，自己親自出馬與七香將棋對弈，結果贏了七香。結果因為七香不服，因此不斷的找天理挑戰將棋。攻略尾段領悟到戰敗不是失去一切的道理，因而釋懷。
其後由於天理本人的棋力也不低，故常在校內空餘時間對弈。
五位堂結
聲：高垣彩陽；台灣：林筱玲
【身高：160cm、體重：50kg、三圍：B85/W59/H87、生日：10月10日、血型：AB型、職業：打鼓少女】
（喜歡的東西：鼓、西裝、母親　　討厭的東西：和服，訓練，母親　　最近的煩惱：還未上得了學校的廁所……）
桂馬在現實世界的第十三個攻略對象。
舞島學園高中部2年A組。是舞島市歷史最悠久的名門世家——五位堂家的千金小姐。家庭壓力下學校准許她穿和服上學。因為家族和母親的壓力，苦無擺脫之力而被逼退出吹奏樂團、放棄最喜愛的敲擊樂。攻略時，渴望自由的心加上驅魂的影響，導致她和桂馬靈魂互換（因此讓桂馬踏入了少女遊戲的世界）。
與青山美生相識，曾和美生一同去派對。
身上的驅魂為4級，攻略過後加入了千尋組成的輕音社團中當鼓手，剪去一直以來蓄起的長髮，並嘗試用男生用語和衣著，個性一百八十度反轉，變得非常主動。結果在女神篇中反而大受同輩和後輩的好評。
在加儂遇襲後，本來因前來對桂馬自我介紹而讓桂馬認為無女神附身，卻因大膽告白才被桂馬列入「女神候補」。在所有「女神候補」中被桂馬評為最麻煩的一人，原因是桂馬對上她時會有些受到第一次攻略時身份對調的殘留影嚮，且結的主動性也變得極強而令桂馬感到棘手。對桂馬與加儂的傳言甚至毫不在意。
有女神附身（第141話），附身的女神名是戰神瑪爾絲，也是唯一在攻略展開之後才甦醒的女神。由女裝桂馬指示由哈克雅假裝正統惡魔社闡明詳情（第143話），使附身於結體內的女神力量恢復至長出一雙羽翼。必要時還能透過影子與結對話。
正統惡魔社在人界展開陰謀捕獲桂馬的處理對象時，瑪爾絲曾與琉妮正面交鋒，力戰之下依然敗績被擒。
和七歲精神的桂馬相處時，由於穿男生制服的關係被意識為男生。
在丘比特之心篇中，得知和美生及麗是小時候就認識的朋友。第220話試圖對失憶的桂馬執行戀愛攻略，不過卻是以「謝謝你，大哥哥。」這句宣告失敗。
春日檜
【身高：173cm、體重：58kg、三圍：B95/W61/H90、生日：8月5日、血型：O型、職業：奔放．上流．女孩】
（喜歡的東西：楠、鍛鍊體力、選化妝品　　討厭的東西：混帳老爸，早上，無聊　　最近的煩惱：說起來老爸不在道場。是上山打熊了吧。）
桂馬在現實世界的第十四個攻略對象。
春日楠的姊姊、因身負妹妹的期待逼使自己必須不斷向前，不堪壓力之下形成心靈空隙。受到驅魂影響，身體不斷變大。最後在楠的幫助下，解決了她心中的心結，驅魂也被趕出來。
身上的驅魂為4級，力量程度與完全復活的古惡魔相差無幾。但最後由二階堂秘密捕獲後把拘留瓶留給了艾魯西。和桂馬的親吻是在捕獲驅魂之後，且是唯一一次公然接吻（在楠和艾魯西面前進行舌吻）。之後返回美國。
倉川
聲：清水愛；台灣：薛晴
【身高：138cm、體重：34kg、三圍：B67/W49/H69、生日：11月12日、血型：AB型（?）、職業：繼名第二代垃圾女孩（部落格，出典為作者前作的女主角）／瘋狂浪漫主義者】
（最近的煩惱：說起來好像未試用過鴨肉。還有豬肉…）
桂馬在現實世界的第十五個攻略對象（嚴格意義上不算是）。
舞島學園高中3年C組的女生。夢想著制造「完美的人類」，為此有事沒事就跟桂馬接吻，認為桂馬是「普通的人類」。最後在與桂馬的對話中得到「不完美才是理想」、「追求完美的自己也是不完美的」的結論，對桂馬表達謝意的親吻之後結束了攻略。
其實體內沒有寄宿著驅魂，身份不明但被二階堂稱呼為「麗繆耶兒閣下」，二階堂封印驅魂的力量來自於她。
據二階堂所言不怎麼會記住人類的名字，但桂馬的名字被記住了。
實際上是地獄關係者，更持有斷了一枝角的印證之鐮。隨後帶領反正統惡魔社的驅魂隊隊員，向正統惡魔社設在舞島海蝕柱的基地進行反擊並協助女神們。
諾拉認識她的真名，可推斷她在地獄有一定的知名度。
根據255話艾魯西所言是艾魯西生長的救命院極東支部高層的首長的女兒。

## 宿主的女神
承繼遠古天界之王－朱比特血親兒女之名的六姊妹守護神（直接稱朱比特姊妹），採用神諭遴選（以靈力為首要考量）繼名制，承傳至今。由於六姊妹極為強調整體和契合性，雖無任期，但假若有一人脫位的話，同時期的其餘五人也必須換人，重新選出六人繼任。此故說明了為何米娜娃身居第四位卻反而不被第五位的瑪爾斯視為真姊姊看待。
蒂雅娜
聲：名塚佳織；台灣：劉凱寧
眾姊妹中的三女，月之神，宿主為鮎川天理。
性格外向而非常認真，但有時衝動會做出不顧後果的事（事關天理時尤甚），對將棋之類需要預測的遊戲擁有壓倒性的實力（桂馬也贏不過蒂雅娜）。
最初出現的女神。相對於天理原本的水汪大眼與圓潤的鵝蛋臉，蒂雅娜現身時會變成較偏向瓜子臉，眼睛是代表聰敏慧黠的紅色鳳眼；氣質上天理是親切內向的鄰家女孩，蒂雅娜則是端莊的女強人。對桂馬的稱呼為「桂木先生」。
在地震事件結束後陪伴天理長大，二人感情相當要好，與其說是密友，而是更像是一對雙生姊妹來的貼切。也因此本人對天理的感情走向相當雞婆，一直催促桂馬與天理趕快結成連理。
對桂馬的態度有些微妙，對桂馬在攻略尾段會和其它女孩接吻非常不滿。在遇到桂馬「花心」時會搶走天理的身體控制權，以替天理出氣為理由懲罰桂馬。嚴格來說上她的初吻在天理和桂馬初吻時也被一併奪走。不擅長單獨與男性談話，這種時候會表現羞怯，戀愛觀則是非常的傳統與保守，是與神話描述相符合的一位處女神。時強時弱的表現也經常被姊妹們取笑（本人談）。
在天理和桂馬初吻後取回部份的力量，現身時頭上會出現光環。在加儂遇襲後為了不被「正統惡魔社」襲擊，暫時躲在天理身體中不出現。因為恢復的力量比其他女神還少，曾經主動要求桂馬和自己接吻（第139話），雖然被哈克雅妨礙而未遂，但力量已經恢復到長出翅膀的程度（但本人未意識到，因為只出現一瞬間）。對因感冒而正要充電（遊戲攻略）的桂馬說請求將現今攻略中的女神全部召集（157話尾），在女神們解散時已完全為動心狀態（160話）。
因為天理的內向個性，使平日與桂馬的交流幾乎都由蒂雅娜來做，以因此讓平時不常與男性接觸的她漸漸對桂馬產生好感。發覺後認為是自己的忌妒心削減了從天理那得到的力量，為了讓翅膀出現，趁桂馬在洗澡時闖入浴室並對桂馬表白自己的狀況（167話），要求桂馬在自己情緒不可收拾之前立刻愛上天理，隨後讓天理現身。最後在187話中證實羽翼已完全實體化並瞬即帶走剛復活的茉丘莉前去援救姊妹們。
展露了與神話中善於狩獵的描述相應的攻擊能力（188話），作為攻入正統惡魔社舞島基地的先鋒並能對基地內養到魂度4的驅魂施以致命破壞。
女神篇結束後，本人喜歡上桂馬的事情被姊妹們得知，遭阿波羅、瑪爾斯挖苦一番。但力量回復至羽翼實體化的緣由尚未明確。
阿波羅
聲：東山奈央；台灣：陳貞伃
眾姊妹中的次女，與蒂雅娜是雙胞姊妹。是太陽之神，宿主為中川加儂。
雖然身為眾姊妹中的巫女，卻自認是個大傻瓜。現身時加儂臉上會出現花紋，雙瞳變成紫紅色。
掌管文化藝術之神（據云只是高歌一曲就會引發造山運動），也擅長占卜、醫術等事。幾乎與神話描述相符合。雖不擅思考，但個性愉快隨和，不拘小節，還會揶揄加儂對桂馬的純情。對桂馬印象不差。
故事中第二位出現的女神。因加儂向桂馬公開告白而取回部分力量，但隨即被菲歐蕾襲擊並詛咒，處於昏迷不醒並只餘一週生命的危險狀態。在昏迷前用天界古文字在天空留言，警告其他女神：「地獄背叛了我們，不要再相信任何人」。
在伏爾坎絲出現後雖然解除了詛咒，但因以水化術作防禦手段而未能甦醒。據伏爾坎絲所述，阿波羅的行事風格經常過份魯莽。
在女神們欲喚回阿波羅（159話），卻意外使桂馬進入阿波羅的意識空間而與阿波羅和加儂會面，了解到她們現在為了淨化舞島市的噩運而選擇繼續在水化術中沉睡。除了治好桂馬身上的感冒外，還告訴桂馬三天後自己的的祈禱將到極限。這時基於花音的信任之言，讓阿波羅的力量恢復到長出翅膀的程度。最終被茉丘莉叫醒（188話）。
女神篇結束後立刻展現出其天然腹黑（190話），讓大姊伏爾坎努斯招架不及之餘還跟瑪爾斯一同取笑打算保護米娜娃的迪安娜，也為桂馬護航。贏得瑪爾斯策起的桂木爭奪戰畫鬼腳遊戲（210話），懶理桂馬此時為７歲的意識的事實，蓄意為花音製造與桂馬相處的機會（花音本人不知實情）。
伏爾坎絲
聲：井口裕香；台灣：薛晴
眾姊妹中的長女，工藝之神，宿主為九条月夜。
眼晴和耳朵不好，且不良於行，自稱是名弱小的女神。現身時月夜髮色會變紅、瞳孔失去光澤，且無法使用雙腳走路。热爱正义与精致物品的女神，可以给物品注入灵魂，成为她的眼睛和手足。平時以操縱月夜的人偶露娜來說話和活動，一旦本人要移動便需要他人用抱的。
故事中第三位出現的女神，初次現身在桂馬面前時頭上已出現光環。一般情況下會理智而冷靜，一旦事關月夜就會變得偏激而不顧一切，認為腳踏加儂、栞和月夜三條船的桂馬不可原諒，故趁桂馬落單時，操縱圖書館的書本和書架襲擊桂馬，希望將他驅離月夜，卻依然無法阻止桂馬向月夜真情告白。月夜選擇重新信任桂馬，本人卻依然不甚滿意並執意要獨自不顯眼地尋找姊妹，卻因大張旗鼓對付桂馬而反被月夜吐槽。和月夜關係良好，但因五感不良像個老人家的關係，有時會被月夜視為老人家看待。
在月夜親吻半昏迷的桂馬後，力量恢復到長出翅膀的程度。並間接委託桂馬幫忙找尋妹妹。
女神篇結束後相對表現冷靜得多，另外因常藉露娜活動的關係，除了使妹妹們誤將露娜當成自己的正身，還大幅消耗了月夜的體力而使月夜增加了食量，在FLAG194時已經被瑪爾斯質問為何變重了。儘管依然對桂馬批評不絕，但還是會為月夜爭取機會。
瑪爾絲
聲：高垣彩陽；台灣：林筱玲
眾姊妹中的五女，戰爭之神，宿主是五位堂結。
蒂雅娜告訴桂馬其他四位女神的名字之一。現身時結的髮色會變化成金色、額頭綁有頭帶、頭髮的結也解開回復成長髮，是一名專職戰鬥的女神。在桂馬開始以女裝進行再攻略時覺醒，為第四位出現的女神。
對結女扮男裝與桂馬男扮女裝的事感到複雜離奇，是位思想非常正經的女神，卻認為結和桂馬很般配故表明支持結的求愛。後來聚會中甚至敢於公然與長女伏爾坎絲爭吵（158話，為宿主爭桂馬）。
在桂馬與哈古亞聯合戲碼及結的高漲情感下，瑪爾絲的女神之力得以快速恢復到長出翅膀的程度。
雖然氣勢和結非常配，但在與結的談話之間透露出，因為總在戰場當先鋒而沒有戀愛機會及經歷的事實。
在正統惡魔社於舞島發動襲擊時，與幹部之一的琉妮力戰到底，最終被強行制服。
女神篇之後，雖曾對桂馬的腳踏多船之舉有所不滿，但最後附和阿波羅並表示了「只要讓結射下桂木的心就行了」的不追究、積極爭取的態度。
因好奇下接觸了桂馬留在結的房間裡的遊戲，反變得無法自拔，還得知世上有喜歡米娜娃的類型的男性存在。
彌涅兒娃
聲：花澤香菜；台灣：穆宣名
眾姊妹中的四女，知識之神，宿主是汐宮栞。
蒂雅娜告訴桂馬其他四位女神的名字之一。現身時栞的頭髮變長、身體變化成小孩子的體格，執掌智慧的女神。接著結的攻略完後對栞再攻略時覺醒，為第五位出現的女神。
唯一試過與宿主離體存在的女神，并且只要靜坐就可以張開防護罩隔離危險，保護自己及身旁的人。個性及行動和宿主的栞可謂一模一樣，甚至比剪髮前的天理有過之而無不及。
本人非常愛看書，故經常趁栞當值或在房中思考的時候自行找書來閱讀，卻也很乖巧的遵守栞「要珍惜書本」的教導。
據伏爾坎絲所言，擁有能使眾姊妹力量增幅多倍的能力。
女神篇結束後，雖然在爭奪桂馬的話題上不甘示弱，卻反落得被阿波羅、瑪爾斯調侃的窘局，似乎並未被瑪爾斯等當成姊姊看待。性格有時也很單純，甚至連艾魯西都能讓她轉移注意力。
茉丘莉
聲：竹達彩奈；台灣：陳貞伃
眾姊妹中的么女，信使之神。宿主為高原步美（165話）。
蒂雅娜告訴桂馬其他四位女神的名字之一。為最後一名復活（出現羽翼）的女神。六姊妹之中唯一一個具有黑皮膚。與步美交換後膚色變黑、臉上出現圖騰、頭髮也會變成銀白色並會有瀏海遮蔽右眼。
早已甦醒但未現身（157話），茉丘莉當時對人類的心的複雜與交流非常感興趣，但不確定是在跟步美或千尋其中一個談話。
據步美所言，她說話的口吻和桂馬不相伯仲（一般來說就是事不關己惹人嫌）。
曾經一度力量低落（因步美對千尋事件的自責心情）連鏡中顯現也無法進行，後來再經歷一連串（與千尋合謀）和桂馬的糾葛，正式復活並長出羽翼（187話），但其後每當在顯現時卻都在睡覺居多。
依武爾坎努斯所述，她懂得用許多稀奇術法，包括將人送回過去的時空，同時還能將兩個時點的同一人的意識對換等。
在女神篇結束後，雖然支持步美，卻也沒反對或批評桂馬一腳多船的行為，甚至表示「有兩個妻子也沒所謂吧」，是六姊妹中對待宿主情路最為冷靜的一個。

## 驅魂隊與其協力者
大骷髏·思卡魯
聲：鯨；台灣：梁群
地獄的冥界法治省極東支局亡靈對策室長，據傳在末日大決戰中非常活躍，擁有「夜霧」的稱號，魔力極為強大。曾是新惡魔心中的英雄，卻不忿地表示因為新地獄再沒有男性存在而讓自己錯失婚期無法出嫁。
哈克雅向室長告知有正統惡魔社的存在，並叫她不要洩漏此事。之後哈克雅被保安部逮捕，證實室長與正統惡魔社有所關聯，但属於情非得已，救下哈克雅並送她回人界，托付哈克雅能盡其努力拯救新地獄的未来（161話）。
身體在滅絕大戰時失去，現在的模樣是靈魂附在人工物上造成的。
在女神篇之後的朱比特之心篇裡，被新地獄高層以統領正統惡魔社的罪名政治抹殺。在對方行動前給挪拉和哈古亞送了密信傳出最後命令。信中透露新地獄高層的陰謀，命令挪拉和哈古亞協助送人（桂馬）去說服她那流連在平行時空的肉身並帶返現界。期間還稱讚過去的自己「年輕、可愛、口齒伶俐」，非常的有自信。
肉身只留有大戰時的記憶及對大戰殺戮的恐懼，一副生無可戀的絕望虛無性格。其後桂馬（7歲身體）的攻略讓她起了變化，暫時跟桂馬一起行動，但因不會吃飯又不會如廁讓桂馬費了一番工夫照顧，聽到麻里興奮表示這樣的桂馬像個哥哥，隨之認桂馬為兄，此舉招來了艾魯西的不滿。
艾利由西亞·D·魯德·伊瑪
暱稱為艾魯西，驅魂隊新人，在進入驅魂隊前當了300年地獄掃除人員，詳見#主要角色。
桂木桂馬
本作男主角，艾魯西的協力者，詳見#主要角色。
哈克雅·德·羅特·海爾密紐姆
驅魂隊極東支部第32地區長，艾魯西學生時代的同學，詳見#主要角色。
丸井雪枝
聲：儀武祐子
【身高：不明、體重：不明、三圍：不明、生日：9月7日、血型：A型、年齡：54歲】已在動畫第1季第12集中登場。
哈克雅的協力者，和藹親切的圓臉大嬸。興趣是太極拳，職業是配送「咕樂多」的銷售員（類似臺灣的養樂多媽媽（ヤクルトレディー）），和桂馬在同一時期成為協力者。
以每天按門鈴推銷咕樂多的方式同時攻略15隻驅魂。桂馬形容她的攻略是「傳統的攻略法」，利用每次的「見面」慢慢耕耘，一點一滴的累積好感度。特點是能同時攻略多個目標，但會非常花時間。初期只趕出一隻驅魂（第27話，同時間點桂馬為5隻），但後來交出一週內趕出4隻驅魂的佳績（該時間點桂馬為8隻），後來即使女神篇尾段卻依然維持總量5隻的進度。
諾拉·芙蘿莉安·蕾歐莉亞
聲：豐口惠；台灣：林筱玲
【身高：167cm、體重：56kg、三圍：B92 W59 H90、生日：8月27日、血型：A型、職業：標點魔女前輩（部落格）／標點女（單行本）】
地獄的冥界法治省極東支局的「驅魂隊」成員之一，大艾魯西10年的前輩。出身於地獄裡的貴族世家，性格裡帶有優越感而瞧不起人，喜好邀功、沽名釣譽以及欺負後輩，做事風格相當自我，不守規定是家常便飯。
她在收服驅魂這件事以快速結案而廣為人知，曾有用不到半天時間就結案的傳說，但是行事風格是用最簡單的想法去做事，造成失敗案例頗多甚至有驅魂變本壯大的離譜事件，在天理事件中還曾考慮過要桂馬的老命。在驅魂隊人員地區編制有更動的情況下，成為第30-2地區地區長，變成艾魯西的頂頭上司。
由於出身貴族，因此知曉相當多的黑幕，她的一番話詞讓哈克雅明白舊地獄封印跟神族的事情不是空穴來風。在桂馬以拯救新惡魔的功勞全都會歸諾拉為條件，幫助桂馬對地狱的上司隱瞞女神的存在。
在前往地獄作定期報告時，為了得到更多情報而加入了正統惡魔社，同時命令亮前往桂木家按下菲歐蕾的女神探測器按鈕，阻止了琉妮進入桂木家。從夏莉亞處得知哈克雅被捕的原因不是女神被暴露。在最終階段與桂馬合作，當了攻略步美的幕後推手。
女神篇結束後接受大骷髏的密令去送遞遺物給桂馬。
淺間亮
聲：寺島拓篤；台灣：梁群
【身高：176cm、體重：61kg、生日：8月3日、血型：B型、職業：柴犬夥伴】
諾拉的協力者，高中生，外在表現像是個優雅風流的花花公子，實際上自己的姓名漢字都會寫錯，推估在校成績應該不怎麼樣。
在菲歐蕾的探測器發出音訊時及時進入桂木家按停探測器發出音訊（諾拉的命令），而且在按下按鈕前，還必須靠寫在手上的字來分辨左右。
答應菲歐蕾的請求，用鎚子敲打拘留瓶卻失敗，打算用更大的鎚子打碎，被她大叫住手。
女神篇結束後才被菲奥莉洗腦，結果被諾拉教訓。
梅葛&安潔
「驅魂隊」的隊員，艾魯西的同期生與工友。
卡姆莉
「驅魂隊」的隊員，諾拉的跟班之一，黑髮新惡魔。
克蕾絲妲
「驅魂隊」的隊員，諾拉的跟班之一，長髮新惡魔。
夏莉亞·芙蕾·亞蒙
原本是艾魯西的頂頭上司，漫畫Flag 98時因地區重編被調離，現在是第30-4地區地區長。屬於正统惡魔社但應該非自願，由於正統惡魔社要求往哈克雅的地區派遣他們的成員並且哈克雅的确經常擅離其駐紮地區，逼於情勢之下只得舉報她，導致哈克雅被捕。

## 正統惡魔社
菲歐蕾·羅迪利亞·拉比涅利
「正統惡魔社」成員
分別利用結和檜培養出兩隻等級四驅魂，並用仿古地獄的暗殺魔術襲擊有女神附身的加儂，令加儂昏迷且性命垂危。新惡魔中的貴族，在學校時和哈克雅是競爭對手。在最後一次考試因為某部分失手而屈居第二。
Flag 130調往艾魯西所在的區域，隨同諾拉到訪桂木家時就瞬即被桂馬以遊戲理論：「在這種時候出場的新角色百分之一百可疑」為由，讓哈克雅把她困在拘留瓶中。後利用哈克雅的信任一度逃出並反制，最後被由桂馬帶回來的伏爾坎絲制服，再次遭拘禁。
後期請求不知情的淺間幫忙打開拘留瓶，欺騙他說如能打開瓶子就實現他的願望，不過被淺間用鎚子敲打瓶子而暈頭轉向。最終雖然成功對淺間洗腦，卻因事情早已落幕而徒勞無功。
在動畫第3季中第1集中，並不是菲歐蕾襲擊有女神附身的加儂，襲擊加儂的是琉妮。動畫版第三季中相应情节已被移除。
琉妮
聲：戶松遙；台灣：劉凱寧
「正統惡魔社」的幹部，於152話登場。
在不悅時會用美工刀自殘（因為古惡魔還未復活，無法在這段時間殺人，所以以自殘發洩）。受傷流血時情緒和身體會有異常亢奮的反應，此反應使她在FLAG185與哈克雅的對戰中穩佔上風。飲咖啡時會加大量砂糖。
因為收到上級指示，向社員發出訊號（類似點名），因發現菲歐蕾沒做出回應而前往桂木家，但走到門口時，卻剛好收到回應。臨走前，用美工刀在桂木家大門畫了個叉。
在哈克雅被捕後，於161话被正統惡魔社指定接替哈克雅的地區長職務，其要求獲得哈克雅的所有羽衣記錄，並在意哈克雅原管轄地區的異常（女神的存在）。
其後確信證據後發動捕獲桂馬再調查對象（前攻略對象）的行動，以求一次捕獲所有女神，甚至連加儂的真正藏身處也被入侵，同時靠咒縛術法親自制服了結身上的瑪爾絲。
最後茉丘莉的復活和灯的領軍反制下，宿主被全部救出且基地被六女神毀滅，最後和哈克雅打到鐵路橋時自動停戰離去，臨行前表示哈克雅是個不錯的戰鬥對手。
在動畫第3季中第1集中襲擊有女神附身的加儂。

## 桂木家
桂木麻里
聲：柚木涼香；台灣：薛晴
【身高：168cm、體重：49kg、三圍：B89/W56/H86、生日：11月25日、血型：AB型】
桂馬的母親。經營喫茶店「葛蘭巴咖啡廳」。
平常個性非常開朗，可是拿下眼鏡整個人性格就凶暴了起來。以前是飆車族，駕駛技術兇猛，擁有「絕嶺雪女」的稱號。愛車是其兄長轉讓而來的GPZ400R摩托車。
當聽到艾魯西說自己是桂馬爸爸的私生女時，直接打電話去找桂馬父親問清楚，最後在沒有得到任何確切答案的情況下，對著電話咆吼叫他別再回來。對桂馬說這個人（父親）已經死了，叫桂馬忘了他，下定決心要好好照顧這兩兄妹。
雖然吵著要離婚，其實還是很在意老公桂一。因此在加儂遇襲後，桂馬為了能夠全心尋找女神而用電話亭偽裝騙他(老公病危)去找老公桂一。女神篇落幕五天後歸家。
生日原設定為11月25日，後來因應連載故事更改成5月25日。
桂木桂一
桂馬的父親，因公事在海外工作（依女神篇所述目前似乎在南美），未正式登場。雖然因為莫名的原因被妻子吵著要離婚，但依然有好好記得妻子的生日。
桂木傳馬
桂馬的祖父，陶藝家。十年前將自己的屋子讓給兒子一家後搬回鄉下老家居住。相當溺愛桂馬，甚至為了桂馬挑戰燒出有Galgame角色圖案的陶器。

## 舞島學園的相關者
二階堂由梨
聲：田中敦子；台灣：陳貞伃
【生日：6月30日　三圍：B89/W58/H85】
24歲（體齡），舞島學園高中2年B組導師，擔當科目為國語。經常對桂馬上課的無視行為施以體罰。
與地獄有關係，曾經暗中協助新惡魔捕獲等級四驅魂。於Flag 113解明其現有力量是灯給的，尊稱灯為「麗繆耶兒閣下」。
對地獄的魔法相當理解，捕魔手段及知識遠比艾魯西等人厲害。
在254話說明了其身分為大骷髏的分身（其實就是桂馬在10年前所遇的大骷髏的肉身成長後）。
在268話對桂馬再次說了[大哥哥]，顯示二階堂對桂馬還是有感情的。
兒玉一郎
聲：中尾隆聖；台灣：梁群
舞島學園高中3年D組導師，擔當科目為英語，是文化部的活動主任。對學生基本上不太友善，特別不滿桂馬上課時狂打電動，卻又找不到理由教訓不管上課抽問還是考試都是滿分的桂馬。在桂馬唯一一次考99分時，高興到把考卷加框保存。但儘管對桂馬諸多怨言，卻暗地裡又認同了桂馬的骨氣。
木村
聲：不明（日本）
舞島學園的體育教師。對桂馬連游泳課也能只顧打遊戲的舉止很感冒，甚至表示「點名提醒時如果會像個黑道般反遷怒還比較好」。
寺田京
聲：近村望實
【生日：10月21日　三圍：B84/W59/H85】
舞島學園高中2年B組學生，桂馬的同學，和步美同樣參加田徑社。
步美和千尋的好友，千尋篇結束後加入千尋組的樂團，擔任鍵盤手。
和步美不一樣的是她在參加田徑社之餘也能夠兼顧學業，以自己的能力在建社考驗中取得英文科的一百分。能對桂馬不加有色眼鏡和平相處，是名品學兼優的高材生。甚至連關節技也會。
家裡經營乾洗店。同時亦是2B樂隊中唯一一個沒有和桂馬扯上關係的人。
石切泉
聲：牧口真幸
舞島學園高中部學生，田徑社社員，和同級同社團的步美與京感情很好。
藤井寺藍
聲：野中藍；台灣：陳貞伃
舞島學園的圖書委員長，於栞編登場。
行事果敢、決斷、有力，雖然不時會開口罵人，但算是通情達理，也諒解栞佔領圖書館的行動而沒有向老師舉報。對於有可能擾亂圖書館紀律的人還會（安靜地）加以懲罰，遲還書的人甚至還會被她詛咒。
中村良輔
聲：酒卷光宏；台灣：梁群
不良少年三人組裡中等身材的那個，通稱阿良（リョーくん）。三人皆承繼自作者前作的角色。
齋藤茜
舞島學園初中部3年C組學生，生駒南的同學，同為游泳社。
三谷秋子
舞島學園初中部3年C組學生，生駒南的同學，同為游泳社。暱稱「亞子（あっこ）」。
櫻井日和
【生日：7月27日，導讀本更正為11月22日】
是在連載FLAG.18時、該期《週刊少年SUNDAY》附錄的棋盤遊戲的女主角。舞高三年級，游泳社，不擅歌唱。
在生駒南篇有出現過。
怒野配角子
聲：儀武祐子
舞島學園高中2年B組學生，屬於路人性質的角色。運動會組織班級同學報名工作。
在第9卷卷首被提及，雖然偶爾出現但並未起名，暫時稱作「配角子」。

## 過去篇的人物
白鳥正造
19世紀後期舞島一帶的第一名家大地主。舞島學園所在地的前身即為其私有府邸。
白鳥麗
朱比特之心篇中、在十年前的過去時空裡出場。白鳥家大小姐，桂馬的同班同學。父．正晴及母．香夜子雙亡。對外愛裝成熟，非常喜歡擔任白鳥建築公司董事長的正太郎爺爺，有很強的冒險心，和結及美生是朋友。
桂馬在現實世界的第十六個攻略對象（嚴格意義上不算是），時間線重置之下，桂馬先後兩次進行攻略。
因不希望爺爺獨自一人努力工作承受勞累苦痛、加上自己是小孩不能幫忙因而想快點長大成人幫助他的心理，從而產生心靈空虛並受遊魂附身長大成人。後來祖孫關係冰釋。
在攻略之後記憶不能消除，所以桂馬就和爺爺一起保守這樣秘密。對桂馬的印象停留在「宇宙人K」，並以成為宇航員為目標。
白鳥正太郎
朱比特之心篇中、在十年前的過去時空裡出場。
白鳥家現任當家，行動不便需要使用柺杖，同時亦掌管白鳥家旗下所有公司，曾為舞島學園擁有人。曾極度憎恨惡魔（4年前媳婦香夜子受遊魂附身而殺了白鳥家許多人，包括丈夫正晴）並作出許多相關行動，在舞島海岸借興建舞島公園之名築起工地，但實際在興建與城寨及僱用軍隊來和惡魔對抗，但於第一次和桂馬見面時最終不敵惡魔，自己失去下半身而軍隊的人也全部死亡；桂馬再次改善時間線後避免了死亡，並得到桂馬幫助而令先後附身在亡媳香夜子遺體及麗身上的遊魂離開，最後明白是自己令香夜子及麗被遊魂附身，所以就決定以後好好陪伴麗，後為回報桂馬而取消舞島海岸的工程並和桂馬有了私交。
雖已為人祖父，到了現代還依然保持得非常年輕（程度連管家的柳也會忌妒並追問保養法），且擁有高齡駕駛證明和不錯的駕駛技術。品茶時愛以椰果為佐品。
柳
朱比特之心篇中、在十年前的過去時空裡出場。照顧白鳥麗的管事女性。對愛撒嬌不講理的小麗非常頭痛。
在漫畫253話得知，在十年後的樣子也是保持不變。
結崎香織
（十年前）舞島東小學六年級生。外表溫順且勤奮好學、和藹可親，但實際上卻是一個黑暗女王型角色，極度蔑視人類，同時也是一名孤兒。平常本人雖保持冷靜，卻多番被桂馬刺中心裡而露出猙獰的嘴臉。
她和正統惡魔社員勾結一手策動了舞島東小學的女生排名戰，實際是以獲取舞島支配權為交換、向正統惡魔社提供日後作為遊魂藏身體的女孩子祭品的遴選戰。在桂馬介入事件後主動、獨斷地進行接觸，儘管一眼識穿桂馬男扮女裝的事實，卻依然沒有揭穿且因「同理感」而亟欲把桂馬拉攏過來。和桂馬多次交鋒並一度使桂馬重新觸動女神篇時傷害千尋的痛苦。
桂馬的精神復活後打算趁機把天理也作為祭品，卻被正統惡魔社先背叛並納入祭品之列。桂馬對她也萌生了一種同理感，打算來施救，她卻故態復萌，桂馬因此攤出自己是來幫惡魔的事實並棄之不顧，有效地徹底擊潰了她（但其實早已叫大骷髏為她解除祭品頸圈）。正統惡魔社結束任務回去後，更被桂馬警告如不安份便會將她的真貌張揚出去。

## 其他登場人物
森田慎太郎
聲：樫井笙人；台灣：梁群
6月14日生，41歲（女神篇開始時），美生專屬的司機。在Flag3中辭職。後來回到美生身邊扶助。
與五位堂家司機的岡本和白鳥家現任司機的柳有交情。
青山有里
聲：中村秀利；台灣：鈕凱暘
12月8日生，享年45歲。美生的父親，曾向時任白鳥家當家白鳥正太郎的「遊樂場」項目注資。其死亡與桂馬改變時間線沒有任何關係（作者談）。
岡田郁子
聲：伊藤美紀；台灣：林筱玲
9月16日生，33歲（女神篇開始時）
花音的經理人。角色列表標記為「岡田マネージャー」。有煙癮。稱號為「商魂經理人」。
藤村千香（萊姆）
聲：日高里菜；台灣：薛晴
10月15日生，18歲（女神篇開始時），「Citron」的隊長，擔當Center，是原本被力捧的一個。後來反而是除去眼鏡、戴起蝴蝶結的花音冒起，失去了Center的地位。已退出藝能界。
國吉友里（百合）
聲：內田真禮；台灣：林筱玲
9月28日生，17歲（女神篇開始時），「Citron」的成員之一。已退出藝能界。
小貓
在舞島學園校舍中徘徊的雄貓。於楠篇登場，其後在楠的家兼道場中飼養。
田所耕司
鳴澤電視台綜藝紀實節目「克羅諾斯的覺醒」的主持人。
MASARU
遊戲公司LEVEL EYE的現任董事長，36歲。受網站『攻陷之神』的薰陶發奮，撐過了GAL界的低谷時期。因此出鏡接受田所的訪問。
石上裕行
高中生，GAL遊戲玩家，逢週四必會去遊戲店。
『攻陷之神』的信眾之一，曾聯同兩名朋友一人玩一款GAL來全破當天發售的GAL，挑戰『攻陷之神』的攻略速度，最終被『攻陷之神』以全破十款遊戲遠遠拋離。以後就成為了忠實的信者。
南波愛梨
7月26日生，10歲（女神篇開始時）
日永梨枝子的孫女，外貌和梨枝子小時候一模一樣。但是只對死、屍體等獵奇系的事情有興趣，從說話到玩具無一例外，導致沒有朋友，但本人卻不在意。艾魯西說她的個性本質上和桂馬一樣。
在桂馬返鄉期間遇上，不知為何非常中意桂馬。
上本滿夫
2月24日生，42歲（女神篇開始時）
上本堇的父親，拉麵店原店東。非常關心女兒。
岡本太助
10月9日生，56歲（女神篇開始時）
五位堂家的年長司機，力氣卻與青年無異（然而在十年前的七月即45歲時已滿頭白髮）。與青山家司機森田、白鳥家管家兼司機的柳有交情，還曾和森田一起調侃柳說她就像小麗的媽媽。
五位堂響子
11月11日生，46歲（女神篇開始時）
五位堂家的當家夫人，個性非常蠻橫且愛自說自話主宰一切，導致女兒五位堂結在成長期間積累了許多鬱悶。其特點之一是很愛批評其他醫生。
在白鳥正太郎聚集六位女神宿主時，得悉她竟在和結（因桂馬成為未來夫君的事）激烈爭吵後強行將她綁了去尼姑庵。
五位堂勝大
2月11日生，52歲（女神篇開始時）
五位堂家現任當家，擁有一家財力雄厚的銀行。曾向時任白鳥家當家的白鳥正太郎注資其「遊樂場」項目。

### 電玩中的人物
羽鳥優
聲：小林優；台灣：薛晴
第1話中桂馬所攻略的第10000名Galgame女主角。
動畫第二期第12話於續篇遊戲再登場。
飛鳥空
聲：櫻井智；台灣：陳貞伃
【身高：160 cm、體重：50 kg、三圍：B85/W60/H88、生日：8月11日、血型：B型】
有「傳說中的垃圾遊戲」之稱的PFP遊戲《彩色蠟筆 空之藝術》的唯一可攻略角色，隸屬於美術社的少女。
其故事的最終事件是讓遊戲中的主角觀看自己的畫，但在詢問是否要看畫的選項會發生無窮迴圈的Bug。
在桂馬「不好的是遊戲，女主角並沒有錯」的堅持下，以嘗試選項所有排列組合的方式攻略，但看到的卻是充滿亂碼的看畫事件。桂馬之後依然持續攻略，但最後有沒有看到完整的「空之藝術」，讀者無從得知。
最後、桂馬「穿越次元通道」時簇擁在身邊的遊戲女主角群中有她的出現（動畫第一期第12話），意味著桂馬成功攻破遊戲的可能性非常高（基於原作與動畫中兩個故事的時序是對調的，故原作中仍未有出現）。
杉本四葉
聲：丹下櫻；台灣：薛晴
桂馬最愛的galgame女主角，甚至用「命運的相會」來形容，暱稱她叫「四葉妹妹（よっきゅん）」。
雖然是被「攻陷之神」桂馬極力推薦的女主角，但遊戲的作畫獨特到可說是崩壞，甚至被月夜以「塗鴉」來形容四葉的CG。是只賣出約200套的不暢銷作品。
後來特地加入了桂馬和四葉相處的場面（動畫第二期第12話）。

### 小說版原創人物
以下角色僅出現於有澤真水小說版。
天美透
【身高：158cm、體重：48kg、三圍：B86/W59/H82、生日：10月7日、血型：AB型、職業：花田的居民】
在火災中恰巧救出桂馬的女孩，自稱「天使」，發言風格常讓人感到不可思議，讓人丈二金剛摸不著頭腦，桂馬推估為「電波系」。氣質相當出眾的大美人，長著一頭柔順蓬鬆的亞麻色長髮，肌膚白皙亮麗，身材豐滿且凹凸有致，桂馬推估她可能是混血兒。性格朝氣蓬勃而爽朗，舉手投足又帶有一股優雅，常讓旁人看到忘我，桂馬曾言「從童話裡跑出來的活天使」。
本身其實是一個家境相當富有的千金小姐，父親是企業總裁，母親是貴族出身，從小衣食無缺照顧良好，文武雙全，但是家教甚嚴——有『負分檢查』的傳統——所以她活的不甚快樂，私底下缺乏自信心，一直想要個自由自在的人生，因此非常喜愛幻想，越被禁絕反而越是膨大。後來桂馬在了解到她的背景與性格後開導她，讓她活出自我。
吉野麻美
【身高：156cm、體重：47kg、三圍：B83/W58/H81、生日：6月6日、血型：A型、職業：茶道社的社員】
長相端正、身材纖細的少女，桂馬的同班同學，稱呼桂馬為「桂木同學」，在桂馬飽受冷眼看待的狀況下少數會跟桂馬交談之人，參加茶道社。整體形象被桂馬評為平均值的女孩，不會給人有美女的印象，說不上可愛，不活潑卻非沉默寡言、面無表情，聲音、表情跟打扮都很普通，讓人感覺淡淡的。
桂馬拜託形象較佳的艾魯西收集麻美的資料，發現到她的評價除了普通還是普通，以及她可能暗戀桂馬的事實，後來桂馬藉由郁美之口，才得知她比較害羞不善社交的事實，後來桂馬在一次出遊中開導她活出自信心，別怕被別人討厭，才把驅魂趕出來，二人的接吻恰巧被天美透撞見。
雖然是小說原創人物，但在漫畫及動畫中有出現。
吉野郁美
【生日：6月6日，其他與姊姊相同】
吉野麻美的雙胞胎妹妹，長相身材幾乎像是同一個模子刻出來的，就讀於不同的高中。性格相當外向，活潑好動又無憂無慮，喜歡與人來往，交友圈相當廣泛而受人歡迎。姊妹感情深厚並相互關懷，深知麻美其實對社交很有興趣但每次自己沾上邊就顯得沒自信，一直想幫助她活出自信。
在某次放學後出門時偶遇桂馬，便開始假用麻美的身分與桂馬打交道，讓當時想要摸清狀況的桂馬搞得一團霧水，後來身分被揭穿後對桂馬訴說姊姊的煩惱，並助桂馬一臂之力解決問題。
唯一一個除了艾魯西以外對桂馬的解難能力讚譽有加、認同他自稱為神的說法的人。
阿倉川紫埜
【身高：174cm、體重：52kg、三圍：B94/W61/H92、生日：1月2日、血型：O型】
日本神道教的巫女，25歲，感覺到惡靈的氣息後拜訪桂木家，發現到桂馬正玩著一款被詛咒的美少女遊戲後進駐桂馬家，直至遊戲破關後才離去。面貌相當端莊，有一副炯炯有神的慧眼，留有一頭烏黑長髮，白皙皮膚配上玲瓏有緻的火辣身材，讓人感覺到純潔與性感兼具的漂亮大姊姊，不過本人對形象不太在意。
由於本人修習過傳統高雅修行的緣故，功力十分深厚又彬彬有禮，文武兼具又懂得廚藝，艾魯西曾言「當咖啡廳服務生實在大材小用」，在當時麻里不在的時候，跟艾魯西一起打理咖啡廳的經營。
儘管完美，但常有冒失的舉動，從走路不小心跌倒，到端盤上菜沒走穩導致翻盤弄髒客人都有，但後者舉動卻莫名其妙地帶動了咖啡廳不小的業績成長小時候曾經歷過神社被人入侵，而導致神社裡封印之妖魔被人放出的事件，一直懷抱著要收伏妖魔的夢想，留了一個空隙讓驅魂進入，後來在被詛咒的遊戲「西恩燈籠」破關後，妖魔隨著遊戲破關而被消滅後，本人解讀了桂馬的心思，心甘情願地與桂馬一吻，讓驅魂被逼出來，據說這個驅魂是桂馬開始收服驅魂以來「最小的」一個。
風瀨青羽
【身高：153cm、體重：42kg、三圍：B81/W54/H79、生日：5月18日、血型：A型】
短髮纖細的小女生，什麼都會的天才。由於天分極高，達到書本過目不忘、運動不久就摸透的境界，因此情緒相當的平淡，過著平淡的生活，慾望上近乎一無所求，在很多方面也跟桂馬很相似，不論是性格還是天份也很像。艾魯西曾言她在天份上是「另一個神大人哥哥」。
雖然桂馬在初期討她歡心極其不順，但隨著時間相處，她後來不討厭桂馬常來打擾她，在一次拜訪她的房間時，桂馬帶了一堆遊戲器具來測試她性向，結果風瀨卻搶了桂馬的PFP，並在事後告訴桂馬「美少女遊戲原來也不怎麼樣」，成了桂馬攻略的契機，後來桂馬以教育弟子的相處下，把她教成「另一個自己」，讓她有了人生過活的目的。
此後她以驚人的攻略速度和華麗的攻略理論，在網絡中以「舞姬」的稱號打響了名號，震驚了整個美少女遊戲界。
最上武
美少女遊戲的編劇，程序設計師及原畫師。已故。是被詛咒的遊戲「西恩燈籠」的設計者。
走在時代尖端的天才，代表作只有「通往頹廢之路的日常生活」「第一次虐殺」和「西恩燈籠」三個而已，雖然作品很少，但卻擁有劃時代的系統、新穎的劇本及先進的人物造型，曾經給美少女遊戲的玩家帶來震撼。
死因正是收在「西恩燈籠」裡的真惡靈。
後藤
丸井雪枝的上司。